# رادلین (آیووا)
رادلین (به انگلیسی: Readlyn) شهری در ایالت آیووا کشور ایالات متحده آمریکا است که جمعیت آن در سرشماری سال ۲۰۱۰ میلادی، ۸۰۸ نفر بوده‌است.